# Яишников, Алексей Васильевич
Алексей Васильевич Яишников (1753—1824) — российский купец и общественный деятель, градоначальник Петрозаводска.

## Биография
Вёл обширную торговлю, владел лесопильным заводом, мельницей и озёрными судами. Занимался подрядами на перевозку орудий Александровского завода.
В 1781—1784 годах избирался ратманом, в 1787 году — бургомистром Петрозаводского магистрата, в 1788—1789 годах — заседатель Олонецкого губернского магистрата.
В 1791—1793 годах — городской голова Петрозаводска.
Под руководством А. В. Яишникова была спроектирована и построена городская общественная пристань с амбарами «при береге Онега против Церковной улицы».
В 1797 году переехал в Санкт-Петербург. Умер 8 (20) апреля 1824 года и был похоронен рядом с женой на Лазаревском кладбище Александро-Невской лавры.

## Семья
Жена (с 1764) — Аграфена Васильевна, урождённая Турыгина (23.06.1747—10.11.1819). Их дочь, Акулина (1783—1810), состояла в замужестве за петербургским купцом Лаврентием Крашенинниковым.